# Hualongqiao
Hualongqiao (chinesisch 化龙桥街道, Pinyin Huàlóngqiáo Jiēdào) ist ein Straßenviertel des Stadtbezirks Yuzhong in der regierungsunmittelbaren Stadt Chongqing im Südwesten der Volksrepublik China. Hualongqiao hat eine Fläche von 2,34 km² und Ende 2012 über 15.000 Einwohner (mit Hauptwohnsitz gemeldete Bevölkerung: über 25.000).

## Administrative Gliederung
Hualongqiao setzt sich aus drei Einwohnergemeinschaften zusammen. Diese sind:
- Einwohnergemeinschaft Hualongqiao (化龙桥社区工作站);
- Einwohnergemeinschaft Hongyancun (红岩村社区);
- Einwohnergemeinschaft Liziba (李子坝).